# Нягань (аэропорт)
Аэропо́рт Ня́гань — аэропорт города Нягань.

## Общая информация
В настоящее время аэропорт города Нягани в летнюю навигацию 2017 года связан регулярными воздушными сообщениями с городами Тюмень, Екатеринбург, Белоярский, регулярные рейсы в Игрим и Берёзово были отменены в связи с оптимизацией рейсов авиакомпании Ютэйр , вахтовые перевозки осуществляются из городов Белгород, Гомель, Уфа, Москва, Новый Уренгой, сезонные рейсы Сочи, Краснодар, Мин. воды, Анапа, Ижевск. С 18 сентября 2017 года после длительного перерыва возобновляется регулярное сообщение с Москвой, рейс будет выполняться на самолете Embraer ERJ-145 в аэропорт Домодедово. 
С вводом в эксплуатацию нового современного здания аэровокзала имеется техническая возможность к значительному расширению географии полётов и увеличению количества обслуживаемых рейсов. Географическое расположение города на левобережье  Оби позволяет максимально и в полном объёме использовать аэропорт Нягань в предоставлении авиауслуг и удовлетворении пассажирского спроса в сфере авиационного транспорта для населения Ханты — Мансийского автономного округа, а так же доставке грузов в отдаленные районы крайнего севера. Но в связи с отсутствием базового перевозчика в аэропорту современное здание аэропорта простаивает пустым.

## Принимаемые типыВС
Самолёты  Ту-154, Як-42, ATR 42, ATR 72, Bombardier CRJ, Bombardier Dash 8, Embraer EMB 120 Brasilia, Embraer ERJ-145, Embraer E-190, Saab 340, Saab 2000, Sukhoi Superjet 100 и все более лёгкие, а также вертолёты всех типов. Классификационное число ВПП (PCN) 24/R/A/X/T.

## Показатели деятельности
| год             | 2014 | 2015 | 2016 | 2017 |
| тыс. пассажиров | 41,1 | 30,4 | 18,9 | 14,2 |
| Источники:      |      |      |      |      |

## Происшествия
- 24 июня 2003 года самолёт Ту-134, принадлежащий воронежской авиакомпании «ВоронежАвиа», выполнявший рейс ВЖ 9430, не смог совершить взлёт в аэропорту Нягань и выкатился за пределы взлетно-посадочной полосы. Причиной инцидента стало то, что самолет не смог набрать необходимой для взлёта скорости во время разбега. Лайнер должен был выполнить задание по воздушной съемке в районе города Салехарда, поэтому на борту, помимо экипажа, находились три оператора аэрофотосъемки. Никто из людей не пострадал, хотя самолет получил ряд повреждений.

## Организации, расположенные на аэродроме
1. Няганское отделение Югорского центра ОВД филиала «Аэронавигация Севера Сибири»